# Hausbock

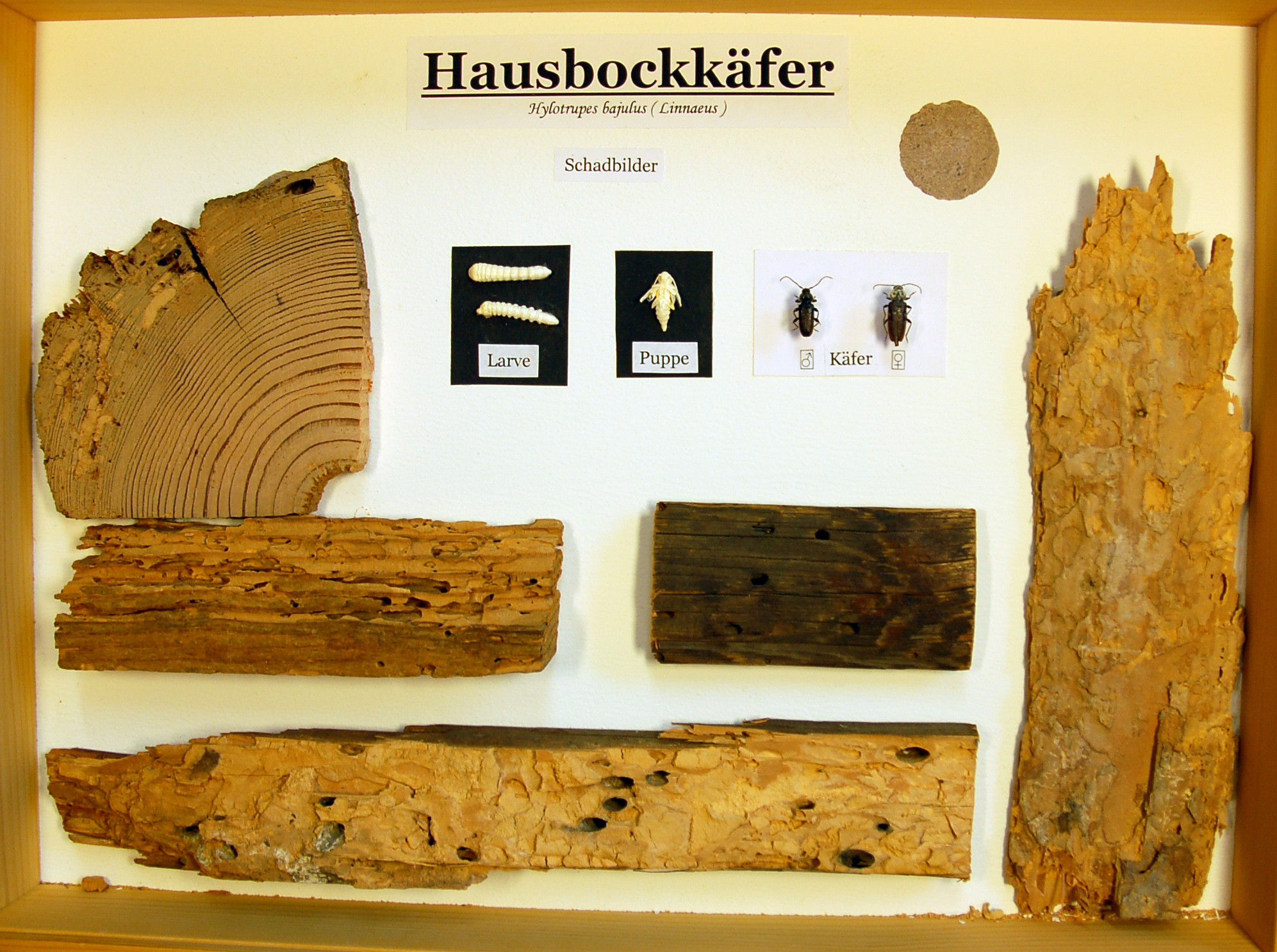

Der Hausbock (Hylotrupes bajulus), auch Balkenbock oder Großer Holzwurm genannt, ist ein Vertreter der Bockkäfer (Cerambycidae) der Gattung Hylotrupes.

## Beschreibung
Der ausgewachsene Käfer erreicht eine Körperlänge von 8 bis 26 Millimetern und ist verhältnismäßig flach. Er variiert nicht nur in der Größe, sondern auch in der Farbe und Zeichnung beträchtlich, ist aber dennoch kaum mit anderen Arten zu verwechseln. Die Grundfarbe ist braun (besonders frisch geschlüpfte Tiere) bis schwarz, fein grau behaart, Fühler und Beine sind oft heller als der restliche Körper. Auf den Flügeldecken sind zwei Paar mehr oder weniger deutliche weiße Haarflecken. Der Halsschild ist stark gerundet mit zwei glatten glänzenden Schwielen auf der Oberseite. Der Kopf ist deutlich schmaler als der Halsschild. Die Schenkel sind zur Spitze hin deutlich verdickt, die Klauen an der Basis mit einem kleinen Zähnchen versehen. Die Vorderhüften sind durch den Vorderbrustvorsprung weit voneinander getrennt. Die Augen sind durch die Fühler tief ausgerandet. Letztere sind für einen Bockkäfer relativ kurz, das dritte Fühlerglied ist deutlich länger als das vierte.
Der Hausbock ist der Bockkäfer, der fälschlicherweise (in der Umgangssprache) als Holzbock bezeichnet wird. Unter Holzbock versteht man aber verschiedene Gattungen von Zecken, z. B. den Gemeinen Holzbock.

## Vorkommen
Die Käfer legen ihre Eier in totem Nadelholz ab – gerne in Gebäuden, insbesondere im Dachstuhl.

## Der Entwicklungszyklus des Hausbockkäfers

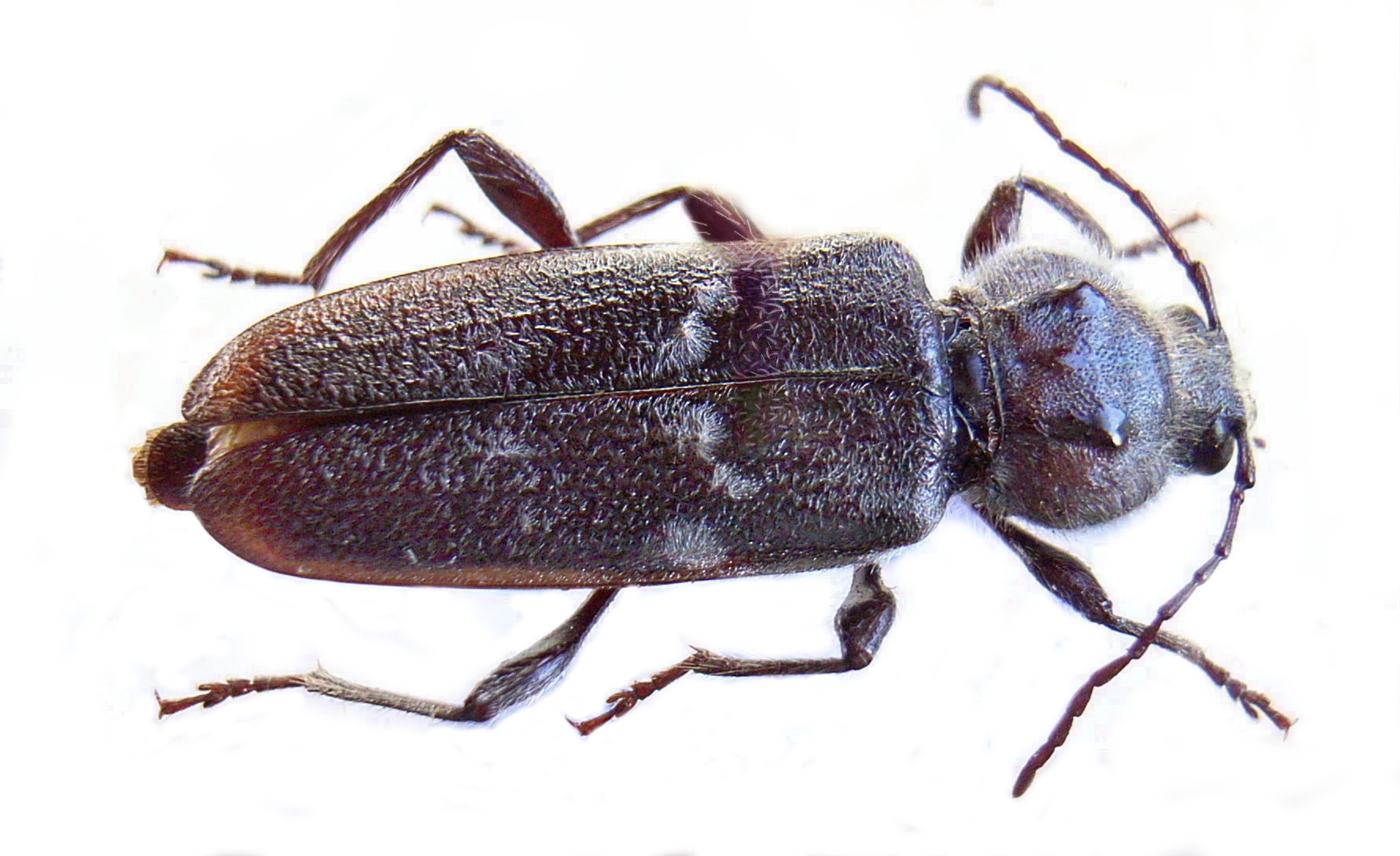
Weibchen

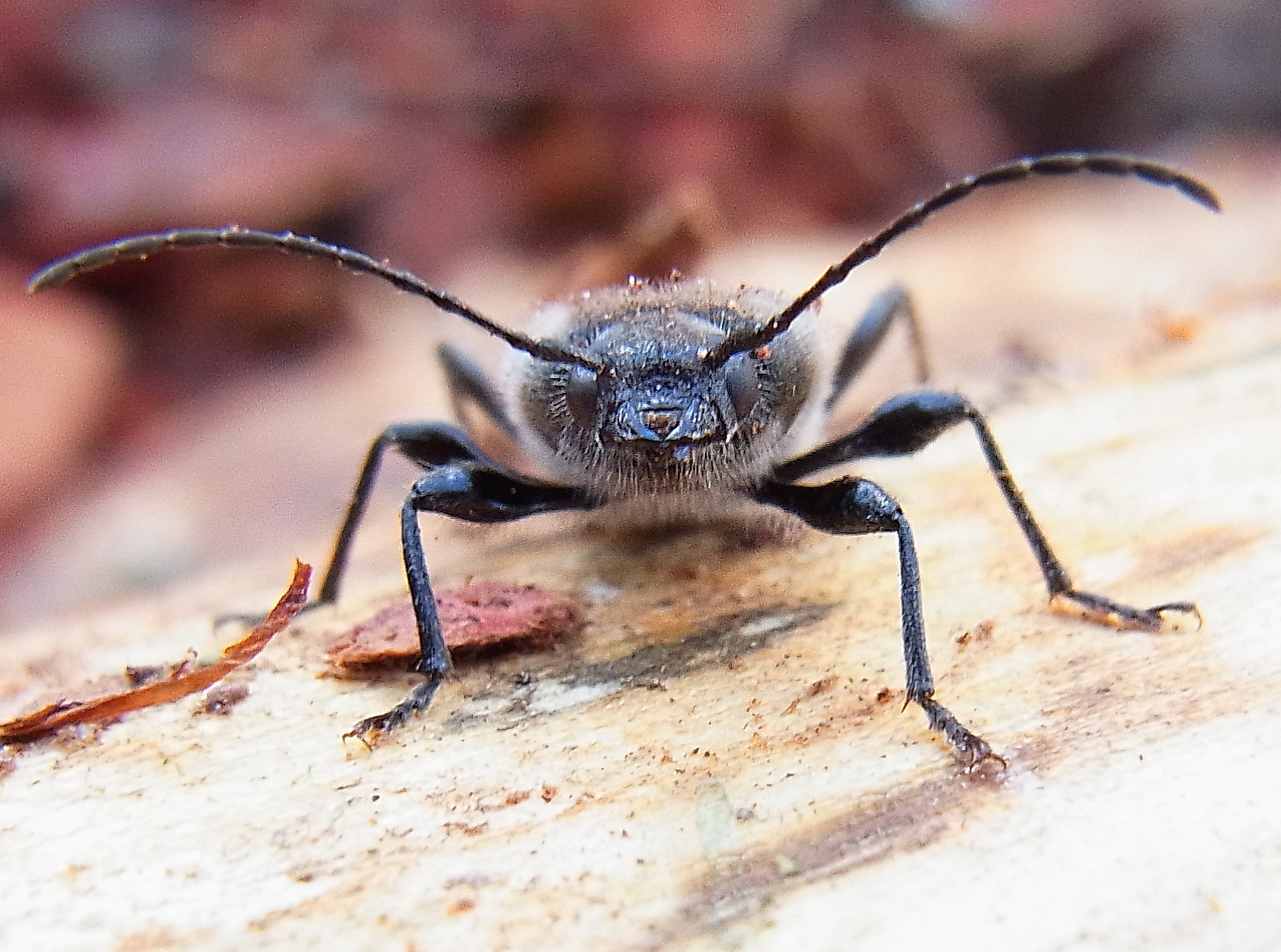
Frontalansicht

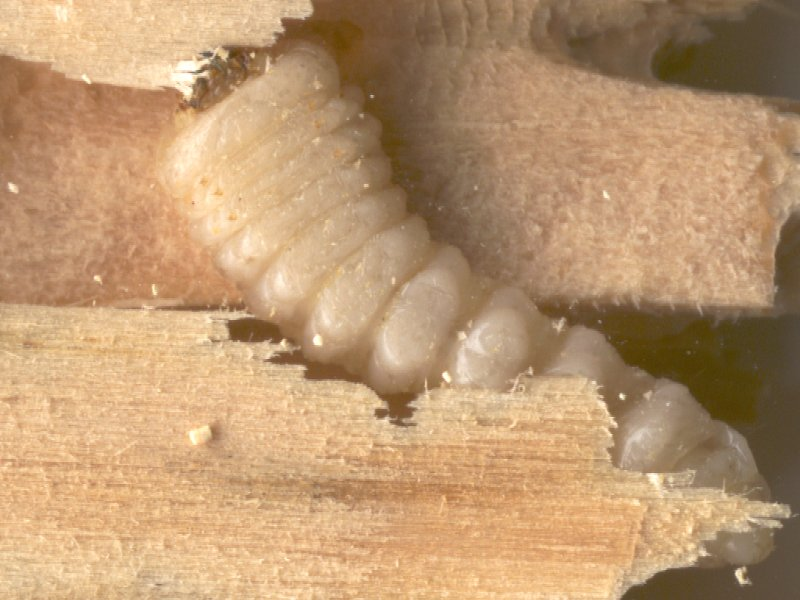
Larve des Hausbocks

Die Larven des Hausbocks sind elfenbeinweiß gefärbt und erreichen eine Körperlänge von etwa 30 Millimeter. Der kaum behaarte Körper ist durch Kriechwülste gegliedert. Die Kopfkapsel ist durch kräftige, sklerotisierte (durch Proteineinlagerung verhärtete) und dunkel gefärbte Mandibeln gekennzeichnet, mit deren Hilfe sie Gänge in das Holz fressen können. Sie trägt außerdem, seitlich der kleinen Fühler, eine Reihe von jeweils drei Larvenaugen (Stemmata).
Die wärmeliebenden Käfer fliegen bei Temperaturen über 30 °C, in Mitteleuropa von Juni bis August. Die zuerst fliegenden Männchen suchen ein geeignetes Holzsubstrat, immer in Nadelholz, für die Eiablage und locken dann die Weibchen mittels eines Pheromons an, zusätzlich reagieren die Weibchen auch auf den Geruch des Holzes selbst. Die Eier werden vom Weibchen mit ihrer langen, ausfahrbaren Legeröhre an Ritzen und in Spalten des Holzes abgelegt, im Mittel etwa 200 pro Weibchen. Die jungen Larven sind sehr wärmeliebend, deshalb bevorzugt in Dachstühlen. Sie bevorzugen klar das nährstoffreichere Splintholz und können sich allein an Kernholz kaum entwickeln. Unter günstigen Bedingungen dauert die Entwicklung drei bis vier Jahre, kann sich aber unter ungünstigen bis auf zehn Jahre verlängern. Die Larven lassen immer den äußersten Rand des Holzes unversehrt, sind daher meist nicht zu sehen. Der Befall kann über die Fraßgeräusche der Larven entdeckt werden. Die Verpuppung erfolgt im kälteren Winter. Aus der Puppenkammer ausfliegende Käfer hinterlassen Ausfluglöcher von ovaler Form mit einem Längsdurchmesser von 5 bis 10 Millimeter.
Der Käfer besitzt nur eine sehr kurze Lebensspanne (ca. 4 Wochen) und nimmt in dieser Zeit keine Nahrung auf.
Im Gegensatz zum Holzwurm (Anobium punctatum) erkennt man eine Aktivität nicht an herausquellendem Holzmehl. Der Hausbock verstopft seine Gänge mit dem Fraßmehl und betritt diese nicht wieder. Der Befall bleibt daher sehr lange Zeit unentdeckt, da außer ovalen Ausflugslöchern von etwa vier bis sieben Millimeter Größe ein Befall rein äußerlich nicht festzustellen ist. Erst nach Aufritzen einer verbleibenden papierdünnen Holzhaut fällt der Befall auf. Ein aktiver Befall lässt sich z. B. durch hörbare Fraßgeräusche, frische Larven- oder Käferfunde, frische Ausflugslöcher etc. feststellen, ein sicherer Aktivitätsnachweis ist jedoch äußerst schwierig.
Die Hausbocklarve benötigt eine Mindest-Holzfeuchte von ca. 12 %, wobei die ideale Entwicklungsfeuchte bei ca. 30 % liegt. Deshalb tritt ein Befall durch Hausbocklarven auch kaum in den freiliegenden Holzbauteilen von zentralbeheizten Räumen auf. Ganz anders verhält es sich bei verbauten Hölzern zum Außenbereich (z. B. ausgebauter Dachstuhl), hier entwickelt sich ein Mikroklima innerhalb des Holzquerschnittes, der den klimatischen Ansprüchen der Larven entgegenkommt. Der Befall konzentriert sich daher im Wesentlichen auf Dachstühle und Holzhäuser.
Bei der Beurteilung der Gefährdung von Holz durch Insektenbefall wird häufig die Meinung geäußert, dass 60- bis 80-jährige Nadelhölzer von Hausbockkäfern nicht mehr befallen werden können. Man geht davon aus, dass sich essentielle Reservestoffe im Holz mit der Zeit derart verändern, dass sie für die Insektenlarven nicht mehr bioverfügbar sind und dass auf diesem Wege ein insektenvorbeugender Schutz erreicht wird.
Untersuchungen von A. Körting 1961 zeigten jedoch, dass eine Entwicklung in sehr altem Holz durchaus möglich ist und auch stattfindet. Hier die Zusammenfassung der Untersuchungsergebnisse:
- Die Hausbockkäferlarven zeigten in 5 bis 360 Jahre alten Hölzern Gewichtszunahmen; eine erfolgreiche Entwicklung ist also in allen Altersklassen möglich. Mit zunehmendem Holzalter nimmt der Nährwert des Holzes ab, allerdings nicht so weit, dass eine Larvenentwicklung unmöglich würde. Die Larven kompensieren die Abnahme des Nährwertes durch eine Erhöhung der gefressenen Holzmenge.
- Wenn älteres Holz befallen wird, dann ist der Schadfraß in 60 Jahre alten Hölzern etwa doppelt so hoch, in 100 Jahre alten Hölzern 3-fach gesteigert und in Hölzern über 350 Jahre etwa 5- bis 6-mal so stark wie in frischem Holz.
- Der rückläufige Neubefall von älterem Holz ist vor allem auf eine altersbedingte Abnahme der Attraktivität durch den Verlust von flüchtigen Holzinhaltsstoffen zurückzuführen. Jüngere Hölzer werden bei der Eiablage deutlich bevorzugt; bei hohem Befallsdruck werden aber auch sehr alte Hölzer belegt, die ihre Attraktivität bereits weitgehend eingebüßt haben. Auch ist gerade bei Sanierungen des Dachstuhls durch den Einbau neuer Hölzer eine gesteigerte Befallsattraktivität des Dachstuhls festzustellen. Der Nährwert des Holzes wird von den Elterntieren nicht geprüft und ist kein Auswahlkriterium bei der Eiablage.[4]

Gegenüber ca. 55 000 jährlichen Neubefällen in den Jahren 1910 bis 1960 durch Hausbock in Deutschland sind die Befallszahlen inzwischen erheblich zurückgegangen. Derzeit (Stand 2016) kann eine Größenordnung von ca. 6000 Neubefällen pro Jahr in Deutschland abgeschätzt werden. Ein vergleichbarer Rückgang der Befallshäufigkeit wurde auch für Schweden nachgewiesen. Als Ursachen für den Rückgang werden angenommen: Wirkung des vorbeugenden und bekämpfenden chemischen Holzschutzes, veränderte Bauweisen und Ausbau von Dachgeschossen, verringerter Anteil von Baumkante an normgerechten Bauschnitthölzern sowie der Rückgang von Einschleppungen durch bereits mit Larven infiziertem Holz.
Technisch getrocknetes Holz wird offenbar nur sehr selten vom Hausbock befallen, da alle möglicherweise im Holz vorhandenen Larven während der Trocknung abgetötet werden. Die Gefahr einer Einschleppung mit bereits infiziertem Bauholz ist daher bei technisch getrocknetem Holz besonders gering.

## Bekämpfung
Als Voraussetzung für die Bekämpfung einer Schädigung durch die Larven des Hausbocks gilt die Feststellung einer Befallsaktivität. Dies stößt jedoch zumeist auf massive Schwierigkeiten:
- Bei der fachkundigen Begehung können gerade die versteckten Bereiche mit hoher Befallswahrscheinlichkeit (Schichten in der Taupunktzone, Traufe etc.) z. B. durch Verbauungen nicht eingehend untersucht werden.
- Der aktive Befall des Hausbocks macht sich nicht zwangsweise durch Mehlauswurf bemerkbar und kann nur durch vereinzelt auftretende Geräusche, frische Ausflugslöcher oder Larvenfunde sicher belegt werden. Eventuelle Ausmehlungen deuten eher auf einen Befall durch parasitoide bzw. prädatorische Insekten hin, was wiederum ein sicherer Hinweis auf die Anwesenheit der holzschädigenden Larven ist.
- Das Fehlen von Fraßgeräuschen kann jedoch auch auf die noch geringe Größe der Larve oder auf ein bestehendes Stadium der Verpuppung zurückgeführt werden.
- Das Fehlen frischer Ausflugslöcher kann seine Ursache in der verdeckten Lage oder einem noch nicht abgeschlossenen metamorphosischen Zyklus haben.
- Larvenfunde können oft nur durch Aufspaltung der betroffenen Hölzer sichtbar gemacht werden.

Der Hausbock kann mit folgenden Verfahren bekämpft werden (in Deutschland nach DIN 68800/4 genormt):
- Chemische Holzschädlingsbekämpfung durch Abbeilen und Imprägnieren der Oberflächen
- Chemische Holzschädlingsbekämpfung durch druckhafte oder drucklose Injektionen
- Heißluftverfahren; kleine Gegenstände wie Uhrgehäuse können in einer Sauna ausreichend erwärmt werden
- Begasung[6] (z. B. Sulfurylfluorid)
- Mikrowelle: Ein Magnetron mit angeschlossenem Hornstrahler durchstrahlt einige Minuten lang das Holz und überhitzt dabei alle wasserhaltigen Lebewesen.

## Verbreitung
Die Art stammt vermutlich aus dem Mittelmeergebiet (eventuell aus Nordafrika), wo sie an Nadelhölzern auch im Freiland auftritt. Sie wurde von dort weit verschleppt und tritt heute fast weltweit, in ganz Europa, Nord- und Südamerika, Südafrika und Ostasien auf. In Australien gelang es, eine Einschleppung in den 1950er Jahren durch scharfe Bekämpfungsmaßnahmen wieder auszurotten. Eine weitere Einschleppung 2004 in der Region Perth konnte zumindest eingedämmt werden. Angaben über eine Einschleppung nach Neuseeland sind irrtümlich erfolgt.
In Deutschland, wie in ganz Europa, zeigt die Art einen deutlich abnehmenden Bestandstrend. Als Ursachen für den Rückgang werden angenommen: Wirkung des vorbeugenden und bekämpfenden chemischen Holzschutzes, veränderte Bauweisen und Ausbau von Dachgeschossen, verringerter Anteil von Baumkante an normgerechten Bauschnitthölzern sowie der Rückgang von Einschleppungen durch bereits mit Larven infiziertem Holz.

## Systematik
Die Art wurde von Carl von Linné, als Cerambyx bajulus, erstbeschrieben. Es ist die einzige rezente Art der Gattung Hylotrupes Audinet-Serville, 1834. Eine fossile Art, Hylotrupes senex aus der Fossillagerstätte Rott wurde 1859 durch Carl von Heyden der Gattung zugeordnet, diese sehr alte und nie überprüfte Angabe bedarf einer Bestätigung. Die Gattung gehört zur Tribus Hylotrupini Rose, 1983 (früher oft inkorrekt Zagajkevich, 1991 zugeschrieben) in der Unterfamilie Cerambycinae. Nach genetischen Daten ist nahe verwandt die Gattung Rosalia mit dem Alpenbock.
Der Gattungsname ist zusammengesetzt aus griechisch hyle „Holz“ und einer latinisierten Form von trypetes „Bohr(end)er“; das Artepitheton stammt von lateinisch baiulus „Lastträger“.